# Idioma protoyeniseico
protoyeniseico o protoyeniseiano es la protolengua reconstruida no comprobada de la que se cree que descienden todas las lenguas yeniseianas. No se sabe si el protoyeniseiano tenía un sistema de tono/acento similar al de ket. Se han realizado muchos estudios sobre la fonología protoyeniseiana, sin embargo, todavía hay muchas cosas que no están claras sobre la fonología protoyeniseiana. La probable ubicación de la patria yeniseiana se propone sobre la base de nombres geográficos y estudios genéticos, lo que sugiere una patria en el sur de Siberia.

## Fonológia
Según Vajda, el protoyeniseico tenía los siguientes fonemas, expresados en símbolos IPA.

### Consonantes
|              |              | Bilabiales | Alveolares | Postalveolares | Retroflejas | Palatales | Labiovelares | Velares | Uvulares |
| ------------ | ------------ | ---------- | ---------- | -------------- | ----------- | --------- | ------------ | ------- | -------- |
| Nasales      | Nasales      | *m         | *n         |                |             |           | *ŋʷ          | *ŋ      |          |
| Oclusivas    | Sordas       | *p         | *t         | *č [t͡ʃ]        | *tʳ [ʈ]     | *c        | *kʷ          | *k      | *q       |
| Oclusivas    | Sonora       | *b         | *d         | *ǰ [d͡ʒ]        | *dʳ [ɖ]     | *ɟ        | *ɡʷ          | *ɡ      | *ɢ       |
| Fricativas   | Fricativas   |            | *s         | *š [ʃ]         | *šʳ [ʂ]     | *ç        | *xʷ          | *x      | *χ       |
| Laterales    | Laterales    |            | *ɬ         | *tɬ            |             |           |              |         |          |
| Aproximantes | Aproximantes | *w         |            |                |             | *j        |              |         |          |
| Róticas      | Róticas      |            |            |                | *r          |           |              |         |          |

### Vocales
|              | Anteriores | Centrales  | Posteriores |
| ------------ | ---------- | ---------- | ----------- |
| Cerradas     | *i *ij *iw |            | *u *uj *uw  |
| Semicerradas | *e *ej *ew |            | *o *oj *ow  |
| Abiertas     |            | *a *aj *aw |             |

## Otras lecturas
- ANDERSON, GREGORY D. S. (2003). «Yeniseic languages from a Siberian areal perspective». STUF - Language Typology and Universals 56 (1-2): 12-39. doi:10.1524/stuf.2003.56.12.12.
- Bonmann, S.; Fries, S.; Korobzow, N.; Günther, L.; Hill, E. (2023). «Towards a New Reconstruction of the Proto-Yeniseian Sound System. Part I: Word-Initial Consonants». International Journal of Eurasian Linguistics 5 (1): 39-82. doi:10.1163/25898833-20230037.
- de la Fuente, José Andrés Alonso (2010). «Proto-Yeniseian *dïn ~ *dïñ ‘Fir Tree’». Central Asiatic Journal 54 (1): 12-21. JSTOR 41928529. Accessed 19 June 2023.
- Janhunen, Juha (2012). «Etymological and ethnohistorical aspects of the Yenisei». Studia Etymologica Cracoviensia (SEC) 17 (1): 67-87.
- Starostin, Sergei A.; Ruhlen, Merritt (1994). «Proto-Yeniseian Reconstructions, with Extra-Yeniseian Comparisons». On the Origin of Languages: Studies in Linguistic Taxonomy. Redwood City: Stanford University Press. pp. 70-92. doi:10.1515/9781503622357-006.
- Timonina, Lyudmila G. (2004). «On distinguishing loanwords from the original Proto-Yeniseic lexicon».  En Vajda, E. J., ed. Languages and Prehistory of Central Siberia. pp. 135-142. doi:10.1075/cilt.262.07tim.
- Vajda, Edward. "Losing semantic alignment: from Proto-Yeniseic to Modern Ket". In: The typology of semantic alignment. Eds. Tim Donohue & Soeren Wichman. Oxford: Oxford University Press, 2008. pp. 140–161. ISBN 9780199238385.
- Vajda, Edward (2022). «Yeniseian Languages». Mid-Holocene Language Connections between Asia and North America. Leiden, The Netherlands: Brill. pp. 246-278. doi:10.1163/9789004436824_013.
- М. В. Филимонов. "Праенисейская падежная система и некоторые проблемы морфологии имени в енисейских языках" [PROTO-YENISSEAN CASE SYSTEM AND SOME PROBLEM OF NOUN MORPHOLOGY IN YENISSEAN LANGUAGES]. In: Вестник Томского государственного педагогического университета, no. 4 (12), 1999, pp. 64-66. URL: https://cyberleninka.ru/article/n/praeniseyskaya-padezhnaya-sistema-i-nekotorye-problemy-morfologii-imeni-v-eniseyskih-yazykah (дата обращения: 19.06.2023). (in Russian)